# سيزار كاستيلانوس
سيزار كاستيلانوس هو جراح أعصاب وسياسي هندوراسي، ولد في 1 نوفمبر 1948 في سانتا روزا دي كوبان في هندوراس، وتوفي في 1 نوفمبر 1998 في تيغوسيغالبا في هندوراس. نشط حزبياً في الحزب الوطني.